# Юнона
Юно́на (Iūnō [ˈjuːnoː], U+26B5 ⚵ JUNO (HTML &#9909;)) — давньоримська богиня, захисниця держави та її порадниця. Її прирівнювали до Гери, цариці богів у грецькій міфології. Юнона була дочкою Сатурна, дружиною Юпітера і матір'ю Марса, Вулкана, Беллони і Ювентаса. Як і в Гери, її священною твариною слугував павич. Її етруським аналогом була Уні, яка, за переказами, також наглядала за жінками Риму.
Войовничий образ Юнони серед римлян помітний у її вбранні. Її часто зображали озброєною і одягненою в плащ із козячої шкіри. Традиційне зображення цього войовничого аспекту було засвоєно від грецької богині Афіни, яка носила козлячу шкуру, або щит із козячої шкіри, який називається егідою.

## Етимологія
За застарілим уявленням, ім'я Юнона пов'язане з Iove (Jove), і спочатку виглядало як Diuno чи Diove від *Diovona. На початку 20 століття було запропоновано його походження від iuven- (як у латині iuvenis, «молодь») через синкоповану форму iūn- (як у iūnix, «телиця», і iūnior, «молодший»). Ця етимологія стала широко прийнятою після того, як її схвалив Георг Віссова.
Юнона рівнозначна за функціями Гері, грецькій богині кохання та шлюбу. В стародавні етимології ім'я Юнони пов'язували з iuvare, «допомагати, приносити користь», і iuvenescere, «омолоджувати», іноді пояснюючи це стосунком до оновленням молодика та зростаючого місяця, можливо, натякаючи на ідею богині місяця.

## Ролі та епітети

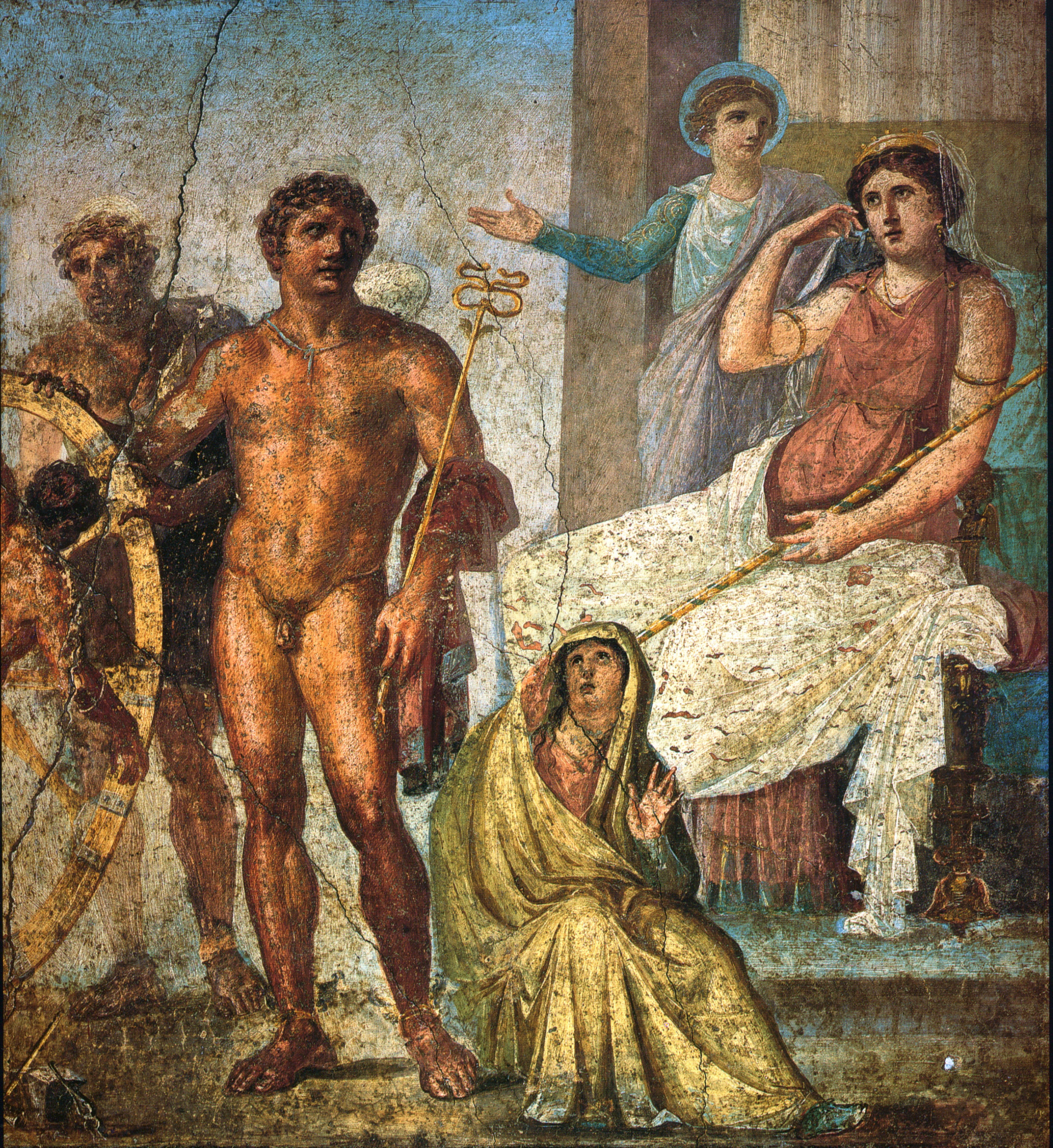
Покарання Іксіона: в центрі Меркурій, що тримає кадуцей, а праворуч Юнона сидить на своєму троні. За нею Айріс стоїть і жестикулює. Ліворуч — Вулкан (блондин), який стоїть за штурвалом і керує ним, а Іксіон вже прив'язаний до нього. Нефеле сидить біля ніг Меркурія; римська фреска зі східної стіни триклініуму в будинку Веттів, Помпеї, четвертий стиль (60-79 рр. н. е.).

Теологія Юнони є одним із найскладніших і найсуперечливіших питань давньоримської релігії. На відмінну від інших божеств, Юнона мала велику кількість промовистих різноманітних епітетів, імен і титулів, що представляли різні аспекти та ролі богині. Відповідно до її центральної ролі богині шлюбу, вони включали Пронуба та Сінксія («та, яка втрачає пояс нареченої»). Однак інші епітети Юнони мають ширший зміст і менш тематично пов'язані.
Хоча зараз загальновизнаний її зв'язок з ідеєю життєвої сили, повноти життєвої енергії, вічної молодості, множинність і складність її особистості сприяє різноманітним, а часом і непримиренним тлумачення серед сучасних учених.
Юнона, безсумнівно, є божественною захисницею громади, яка демонструє як суверенний, так і життєдайний характер, часто асоціюється з військовим. Вона вшановувалася в багатьох містах древньої Італії: в Ланувії, Лаврентії, Тіволі, Фалерії, Веї. Вона також засвідчена в Палестрині, Ариччі, Ардеї, Габії. У п'яти латинських містах місяць був названий на честь Юнони (Арісія, Ланувій, Лаурент, Пренесте, Тібур).
Серед інших її епітетів, які використовували в Римі, є Монета і Капротіна, Тутула, Флуонія або Флувіона, Фебраліс, останні пов'язані з обрядами очищення і родючістю ґрунтів.
Таким чином, її різні епітети показують комплекс взаємопов'язаних функцій, які, на думку Жоржа Дюмезіля та Всеволода Басаноффа (автора «Les dieux Romains»), можна простежити до індоєвропейської ідеї триєдиного божества: як Регіна та Монета, вона є суверенним божеством, як Сеспейс, Курітіс (тримачка списа) і Монета — озброєна захисниця, як Матер і Курітіс (знову) вона є богинею родючості та багатства римської общини родів (курії).
Епітет Люцина особливо показовий, оскільки він відображає два взаємопов'язаних аспекти функції Юнони: циклічне оновлення часу у спадному і зростаючому Місяці та захист під час пологів і народження. Уявлення про те, що вона також була богинею Місяця, більше не визнається вченими, оскільки така роль належить Діані Люцифері : через свою асоціацію з місяцем вона керувала фізіологічними функціями жінки, менструальним циклом і вагітністю: як правило, всі місячні божества є божествами пологів. Ці аспекти Юнони відзначають небесну і світську сторони її функцій. Також вона тісно пов'язана з Янусом, богом переходів і початків, якого на її честь часто називають Юнонієм.
Деякі вчені розглядають цю концентрацію множинних функцій як типову і структурну рису богині, притаманну їй як вираження природи жіночності. Інші, проте, вважають за доречніше відкидати її аспекти жіночності та плодючості і підкреслюють лише її якість бути духом молодості, жвавості та сили, незалежно від статевих зв'язків, які потім змінюються відповідно до обставин: таким чином у чоловіків вона втілює iuvenes, слово, яке часто вживають для позначення солдатів, що вказує на божество-охоронця суверенітету народів; у жінок, здатних народжувати дітей, починаючи з статевого дозрівання, вона наглядає за пологами та шлюбом. Тоді вона буде богинею поліади, пов'язаною з політикою, владою та війною. Інші вважають, що її військові та поліадні якості випливають із того, що вона була богинею родючості, яка завдяки своїй функції збільшення чисельності громади стала також пов'язаною з політичними та військовими функціями.

### Юнона Соспіта і Люцина

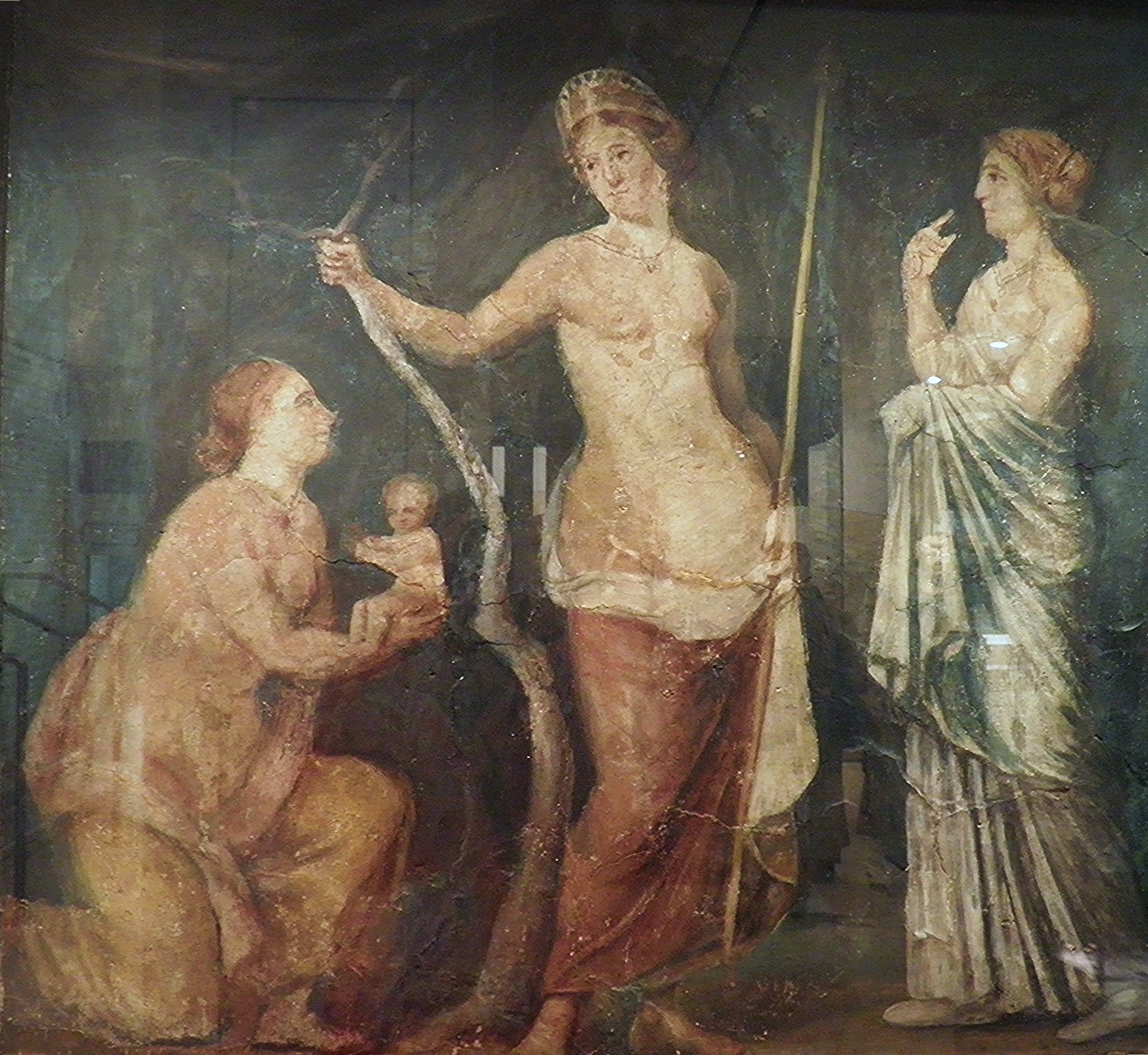
Жінка, можливо, Юнона Люцина, богиня пологів, дарує богині кохання Афродіті (римській Венері) прекрасне немовля Адоніса.

Частина наступних розділів базується на статті Женев'єв Дюрі Мойерс і Марселя Ренара «Aperçu critique des travaux relatifs au culte de Junon» у Aufstieg und Niedergang der Römische Welt 1981 p. 142—202.
Лютневі обряди місяця та капротінії пропонують зображення ролі Юнони стосовно родючості, війни та царювання.
У римському календарі лютий є місяцем всесвітнього очищення, і починається новий рік. У другій книзі «Фастів» Овідій виводив назву цього місяця від februae (виконання); саме тоді відбувалися обряди для усунення духовної або ритуальної нечистоти, накопиченої за попередній рік. 1-го числа місяця чорний віл приносився в жертву Гелерну, другорядному божеству підземного світу, якого Дюмезіль вважає богом рослинності, пов'язаним з культом Карни / Журавля, німфи, яка може бути уособленням Юнони Соспіти. В той же день святкувався фільерно наталіс («день народження») Юнони, коли вона як Юнона рятівниця вшановувалася в її Палатинському храмі. 15 лютого відбувся фестиваль Луперкалій, в якому Юнона була задіяна в ролі Юнони Люцини. Зазвичай під цим дійством розуміють обряд очищення і родючості. Тоді приносили в жертву козу, і її шкіру нарізали смужками, які використовували для виготовлення батогів, відомих як februum і amiculus Iunonis, які використовували у Луперкаліях Юнона цього дня носила епітет Фебраліс, Фебрата, Фебруя. В останній день місяця, починаючи з 1 березня, її вшановували як покровительку матрон і шлюбів. Новий рік розпочався 1 березня, саме тоді відзначався день народження засновника і першого царя Риму Ромула, а також мирного союзу римлян і сабінян через договір і шлюб після їхньої війни, яка завершилася втручанням жінок.
Після Віссови багато вчених відзначили схожість між Юноною з Луперкалій і Юноною з ланувійською Seispes Mater Regina, оскільки обидві асоціюються з козою, символом родючості. Але по суті обидві складають єдність між родючістю, царством і очищенням. Ця єдність підкреслюється роллю фавна в етіологічній історії, розказаній Овідієм, і символічним значенням Луперкаля: запитання римських подружжя в її Лукусі, як подолати безпліддя, яке настало після викрадення сабінянок, Юнона відповіла через шепотіння листя: "Italidas matres sacer hircus inito ", «Що священний баран покриває Курсивні матері».
Храм (aedes) Юнони Луцини був побудований в 375 році до нашої ери в священному гаю, відведеному для богині з ранніх часів. Він стояв саме на Циспії біля шостої святині Аргеїв: ймовірно, неподалік на захід від церкви С. Прасседе, де знайдено написи, що стосуються її культу. Гай мав простягатися вниз по схилу на південь від храму. Оскільки Сервій Туллій наказав покласти дари для новонародженого в скарбницю храму, імовірно, ще одна святиня стояла там до 375 р. до н. е. 190 року до нашої ери в храм вдарила блискавка, його фронтон і двері були пошкоджені. 1 березня, у день освячення храму, тут відзначали щорічне свято Матроналій.
Храм Юнони Соспіти було присвячено богині консулом Гаєм Корнелієм Цетегом у 197 році до нашої ери і освячено в 194 році. До 90 року до нашої ери храм втратив репутацію: того року він був заплямований епізодами проституції, і випадком, коли сука народила своїх цуценят прямо під статуєю богині. Указом сенату консул Луцій Юлій Цезар наказав його відновити. У своїй поемі «Фасти» Овідій стверджує, що храм Юнони Соспіти став напівзруйнованим до такої міри, що його більше не можна було розпізнати «через рани часу»: це виглядає навряд чи можливим, оскільки реставрація відбулася не більше ніж за століття до того, і реліквії храму існують і сьогодні.

### Юнона Капротіна
Союз трьох аспектів Юнони знаходить строго пов'язану паралель з Луперкаліями у святі Nonae Caprotinae. Того дня римські вільні і рабині разом влаштовували бенкет і весело проводили час біля зростання дикого інжиру (caprificus): звичай передбачав біг, імітаційні бої навкулачки та камінням, грубу лексику і, нарешті, принесення в жертву козла Юноні Капротіні під деревом дикого інжиру з використанням його соку.
Цей фестиваль мав легендарну етіологію в особливо делікатному епізоді римської історії, а також повторюється в певну пору року (або невдовзі після неї), так звану капріфікацію, коли гілки диких фігових дерев прищеплювали до окультурених. Історичний епізод, про який розповідають стародавні джерела, стосується облоги Риму латинськими народами, які пішли після розграбування галлів. Диктатор латинян Лівій Постумій з Фіден попросив римський сенат, щоб матрони та дочки найвідоміших родин були видані латинянам як заручники. Поки сенат обговорював це питання, рабиня, грецьке ім'я якої було Філотіда, а латинське Тутела або Тутула запропонувала, щоб вона разом з іншими рабинями вирушила до ворожого табору, видаючи себе за дружин і дочок римських сімей. За згодою сенату, ошатно одягнені жінки в золотих прикрасах дісталися до латинського табору. Там вони спокусили латинян на розваги та пияцтво: після того, як вони заснули, вони вкрали їхні мечі. Тоді Тутела подала сигнал римлянам, махаючи запаленою гілкою, яку то показувала, то ховала за своєю мантією, для чого залізла на дикий інжир (caprificus). Потім римляни увірвалися в латинський табір, вбиваючи ворогів, поки ті спали. За порятунок римлян рабині були нагороджені свободою та приданим за державні кошти.
Дюмезіль у своїй «Архаїчній римській релігії» не зміг інтерпретувати міф, що лежить в основі цієї легендарної події, хоча пізніше він прийняв інтерпретацію П. Дроссарта і опублікував її у своїх «Fêtes romaines d'été et d'automne, suivi par dix questions romaines» у 1975 як «Питання IX». У фольклорі дика смоковниця повсюдно асоціюється зі сексом через її запліднювальну силу, форму її плодів і білий в'язкий сік дерева.
Басанов стверджував, що легенда не тільки натякає на стать і родючість у зв'язку з дикою фігою і козою, але насправді є підсумком усіх якостей Юнони. Як Юнона Сеспейс з Ланувію, Юнона Капротіна — воїн, родючість і захисниця держави. Тутела дійсно демонструє царські, військові та захисні риси, крім статевих.